# 石塚町
石塚町（いしづかまち）は茨城県東茨城郡にかつて存在した町である。

## 地理
- 現在の城里町の東部、旧常北町の北東部に位置する。
- 村は那珂川の西岸に位置している。

## 歴史

### 村域の変遷
- 1889年（明治22年）4月1日 - 町村制施行により、石塚村・那珂西村・上泉村が合併し東茨城郡石塚村が発足。
- 1919年（大正8年）10月1日 - 石塚村は町制施行し石塚町となる。
- 1955年（昭和30年）2月11日 - 石塚町は小松村・西郷村ととも合併し常北町が発足。石塚町は消滅。

変遷表
| 1868年 以前 | 1868年 以前 | 明治22年 4月1日 | 大正8年 10月1日 | 昭和30年 2月11日 | 平成17年 2月1日 | 現在   |
| ----------- | ----------- | --------------- | --------------- | ---------------- | --------------- | ------ |
|             | 石塚村      | 石塚村          | 町制            | 常北町           | 城里町          | 城里町 |
|             | 那珂西村    | 石塚村          | 町制            | 常北町           | 城里町          | 城里町 |
|             | 上泉村      | 石塚村          | 町制            | 常北町           | 城里町          | 城里町 |

## 人口・世帯

### 人口
総数 [単位： 人]
| 1889年（明治22年） | 2,387 |
| 1891年（明治24年） | 2,329 |
| 1920年（大正 9年） | 3,299 |
| 1935年（昭和10年） | 4,442 |
| 1950年（昭和25年） | 5,786 |

### 世帯
総数 [単位： 世帯]
| 1920年（大正 9年） | 744   |
| 1935年（昭和10年） | 920   |
| 1950年（昭和25年） | 1,187 |

## 交通

### 鉄道
- 茨城交通
  - 茨城線（1968年6月16日に営業廃止）
    - 那珂西駅 - 石塚駅

## 出身著名人
- 瀬谷勇次郎（貴族院多額納税者議員）